# Mostafa Waziri

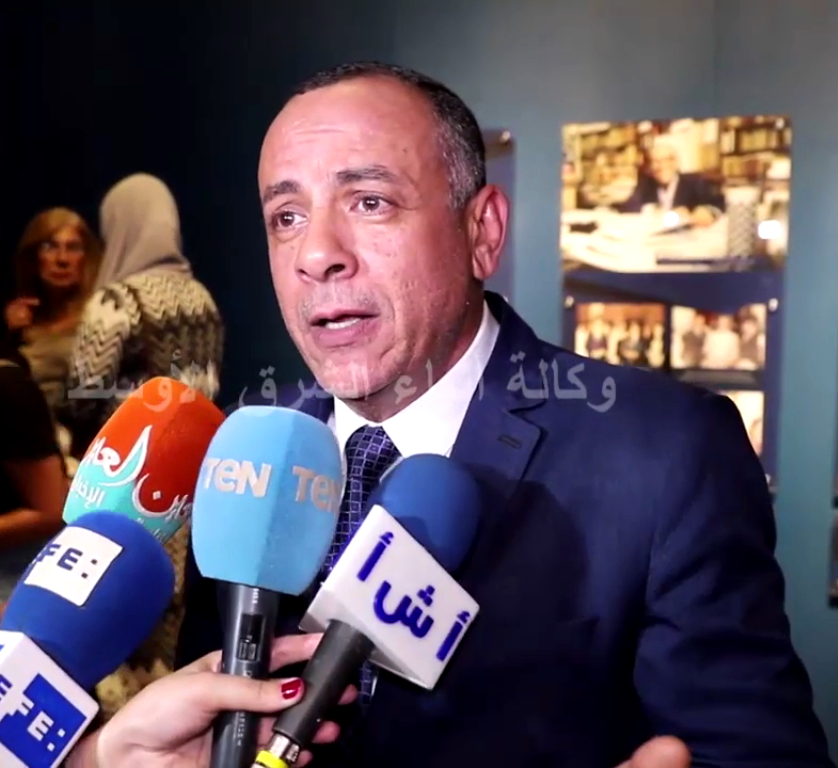
Mostafa Waziri

Mostafa Waziri (arabisch مصطفى وزيري, DMG Muṣṭafā Wazīrī; * 1967) ist ein ägyptischer Archäologe. Von September 2017 bis März 2024 war er Generalsekretär des Supreme Council of Antiquities.

## Karriere
1998 promovierte Waziri an der Universität Madrid über Inschriften in Ägypten und Andalusien. Er begann sein Berufsleben als Inspekteur für Altertümer im Bereich der Pyramiden. Waziri wurde zum Generaldirektor des Luxor-Museums. Anschließend war er Direktor für Altertümer im Tal der Könige und des westlichen Festlandes sowie Generaldirektor von Qena und Luxor Antiquities. Im Anschluss daran bekleidete er mehrere Führungspositionen im Ministerium für Tourismus und Altertümer.
Der Ägyptologe ist Namensgeber des 2022 in Sakkara nahe der Pyramide des Djoser entdeckten, 16 Meter langen Papyrus Waziri 1.